# Гиршнер, Кристиан Фридрих Иоганн
Кристиан Фридрих Иоганн Гиршнер (нем. Christian Friedrich Johann Girschner; 1794, Шпандау — 1860) — немецкий органист, композитор и музыкальный педагог.
Автор оперы «Ундина» по одноимённой новелле Фридриха де ла Мотт Фуке (концертное исполнение в 1830 в Берлине, поставлена в 1837 г. в Данциге), вокальных и хоровых сочинений. С 1840 г. работал в Брюсселе, в 1842—1848 гг. возглавлял органный класс в Брюссельской консерватории — его учениками были Жак Николя Лемменс и Альфонс Майи; Франсуа Жозеф Фети называл его "подлинным основателем славной органной школы в бельгийской столице".